# Rabah Bitat
Rabah Bitat (in arabo رابح بيطاط; Rābaḥ Bīṭāṭ; Aïn Kerma, 19 dicembre 1925 – Parigi, 10 aprile 2000) è stato un politico algerino.
Fu Presidente dell'Assemblea Popolare Nazionale, la camera bassa del Parlamento algerino, dall'aprile 1977 all'ottobre 1990.
Dal dicembre 1978 al febbraio 1979 assunse la carica di Presidente ad interim dell'Algeria.
Fu sposato con la collega Zohra Drif dal 1962 alla morte di lui, avvenuta nel 2000.
A lui è intitolato l'Aeroporto di Annaba-Rabah Bitat.